# Marian Pieczka
Marian Pieczka (ur. 12 października 1951 w Rybniku, zm. 23 października 2024) – polski gimnastyk sportowy, trener, olimpijczyk z Montrealu 1976.
Zawodnik klubu Górnik Radlin (w latach 1960-1980). Mistrz Polski w skoku przez konia w roku 1973.
Uczestnik mistrzostw świata w wieloboju drużynowym w Strasburgu (1978), gdzie Polska drużyna zajęła 9. miejsce oraz w Moskwie (1981), gdzie Polska drużyna zajęła 11. miejsce.
Uczestnik mistrzostw Europy w wieloboju indywidualnym w Bernie (1975), gdzie zajął 19. miejsce i w Wilnie (1977), gdzie zajął 26. miejsce.
Na igrzyskach olimpijskich w Montrealu zajął:
- 11. miejsce w wieloboju drużynowym (partnerami byli: Andrzej Szajna, Łukasz Uhma, Roman Tkaczyk, Mariusz Zasada, Grzegorz Ciastek),
- 35. miejsce w skoku przez konia
- 41. miejsce w ćwiczeniach na koniu z łękami,
- 44. miejsce w ćwiczeniach wolnych,
- 49. miejsce w ćwiczeniach na drążku,
- 61. miejsce w wieloboju indywidualnym,
- 70. miejsce w ćwiczeniach na kółkach,
- 85. miejsce w ćwiczeniach na poręczach.

Po zakończeniu kariery sportowej podjął pracę trenera w Górniku Radlin.